# Nikolai Punin
Nikolai Nikolaievici Punin (rusă Николай Николаевич Пунин) (n. 1888 la Helsingfors (azi Helsinki, Finlanda), d. 21 august 1953 în lagărul din satul Abez, lângă orașul Vorkuta din R.A.S.S. Komi) a fost un istoric și critic de artă rus, una din victimele nenumărate ale comunismului sovietic.